# Rita Moreno
Rita Moreno (sinh ngày 11 tháng 12 năm 1931) là một nữ diễn viên, nữ ca sĩ người Puerto Rico. Bà là phụ nữ nói tiếng Tây Ban Nha đầu tiên và duy nhất, đồng thời là một trong số 10 nghệ sĩ biểu diễn đã đoạt các giải Oscar, giải Emmy, giải Grammy và giải Tony. Bà cũng là người Puerto Rico thứ nhì đã đoạt giải Oscar tính cho đến nay.

## Thời niên thiếu
Moreno có tên khai sinh là Rosita Dolores Alverío, sinh ngày 11 tháng 12 năm 1931 tại Humacao, Puerto Rico, mẹ là Rosa María, một thợ may và cha là Paco Alverío, một nông dân. Năm 5 tuổi Moreno cùng với mẹ di chuyển tới thành phố New York, và lấy tên họ theo tên họ cha dượng là Edward Moreno. Khi 11 tuổi, Moreno đã cho mượn giọng cho các phiên bản phim nói tiếng Tây Ban Nha của các phim Mỹ.
Khi 13 tuổi, Moreno đóng vai "Angelina" trong vở Skydrift ở sân khấu Broadway, gây ra sự chú ý của các người săn tìm tài năng mới của Hollywood. Năm 1952 Moreno đóng vai Zelda Zanners, một vai nhỏ trong phim Singin' in the Rain, một phụ nữ mồi chài đàn ông. Năm 1956 Moreno đóng vai Tuptim, một vai phụ trong phim ca nhạc The King and I, tuy nhiên bà không ưa phần lớn công việc của mình trong thời gian này.

## West Side Story
Năm 1961, Moreno giành được vai Anita trong phim West Side Story của Robert Wise chuyển thể từ nhạc kịch mới nhất của Leonard Bernstein và Stephen Sondheim do Chita Rivera diễn trên sân khấu Broadway. Moreno đoạt giải Oscar cho nữ diễn viên phụ xuất sắc nhất cho vai diễn này. Moreno tiếp tục trở nên nữ diễn viên đầu tiên (và cũng là người nói tiếng Tây Ban Nha đầu tiên) đoạt giải Emmy (1977), giải Grammy(1972), giải Oscar cho nữ diễn viên xuất sắc nhất (1962) và giải Tony (1975). Năm 1985, bà đoạt giải Sarah Siddons cho việc làm của bà ở Sân khấu Chicago.

## Các vai diễn khác
Ngoài sự xuất hiện trong các phim Singin' in the Rain, The King and I, Summer and Smoke (1961), West Side Story, The Night of the Following Day (1968) và Carnal Knowledge năm 1971, Moreno còn xuất hiện trong loạt phim thiếu nhi The Electric Company trên PBS trong thập niên 1970, đáng chú ý nhất là vai Millie the Helper. Trên thực tế, chính Moreno là người hét lời mở màn show diễn, "HEY, YOU GUYS!" Bà cũng đóng vai cô bé nghịch ngợm hư đốn Pandora, và vai "Otto", viên giám đốc rất hay cáu kỉnh. Moreno xuất hiện trong loạt tạp diễn gia đình The Muppet Show, làm diễn viên khách trong loạt phim truyền hình như The Rockford Files, The Love Boat, The Cosby Show, George Lopez, The Golden Girls và Miami Vice. Bà cũng là diễn viên thường xuyên trong phiên bản hài kịch tình huống chóng tàn dựa trên phim Nine to Five trong đầu thập niên 1980. Ngoài ra bà còn diễn trong chương trình giáo dục truyền hình Sesame Street.

## Sân khấu Broadway và truyền hình
Các vai diễn của Moreno trên Sân khấu Broadway gồm các vở The Last of the Red Hot Lovers, Gantry, The Ritz, do đó bà đoạt giải Tony năm 1975 cho nữ diễn viên xuất sắc nhất, và trong phiên bản nữ của The Odd Couple. Năm 1993 bà được mời trình diễn trong buổi lễ nhậm chức của tổng thống Bill Clinton và cuối tháng đó bà được mời trình diễn ở Nhà Trắng. Trong giữa thập niên 1990, Moreno cho mượn giọng nói cho vai Carmen Sandiego trong show hoạt hình Where on Earth is Carmen Sandiego? của Công ty truyền thông FOX
Cuối thập niên 1990, bà được sự hâm mộ của thế hệ khán giả mới, khi bà diễn vai dì phước Pete, một nữ tu sĩ được huấn luyện thành nhà tâm lý học trong loạt phim được ưa chuộng Oz của kênh truyền hình HBO. Bà xuất hiện như diễn viên khách trong loạt phim truyền hình The Nanny.

## Diễn xuất trong thế kỷ 21
Moreno vẫn tiếp tục hoạt động trong lãnh vực sân khấu và màn ảnh. Năm 2006, bà diễn vai Amanda Wingfield trong vở The Glass Menagerie (của Tennessee Williams) được đoàn hát Berkeley Repertory Theatre phục hồi. Bà cũng xuất hiện trong vai người mẹ hấp hối của thám tử Goren trong loạt phim truyền hình Law and Order: Criminal Intent, đồng thời cũng có vai thường xuyên trong loạt phim truyền hình Cane, do các ngôi sao Jimmy Smits và Hector Elizondo thủ diễn.

## Gia đình
Ngày 18 tháng 6 năm 1965, Moreno kết hôn với Leonard Gordon. Họ có một người con gái, Fernanda Luisa (Gordon) Fisher, và 2 cháu ngoại.

## Các giải thưởng

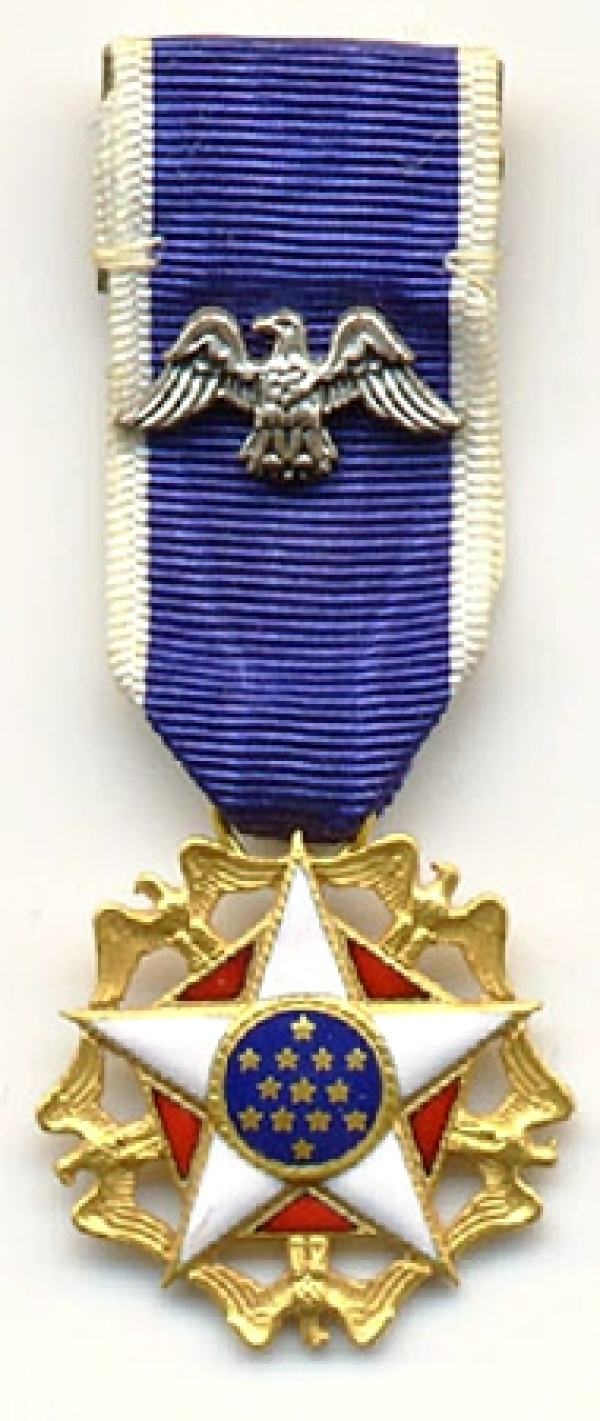
Huân chương Tự do Tổng thống năm 2004

Các giải thưởng và sự công nhận thành tích của Moreno: 
- Giải Oscar cho nữ diễn viên phụ xuất sắc nhất, phim "West Side Story" (1961)
- Giải Quả cầu vàng cho nữ diễn viên phụ xuất sắc nhất, phim "West Side Story" (1961)
- Giải Joseph Jefferson cho nữ diễn viên kịch xuất sắc nhất Sân khấu Chicago (1968)
- Giải Grammy cho The Electric Company Album (1972)
- Giải Tony cho nữ diễn viên xuất sắc nhất, "The Ritz" (1975)
- Giải Emmy cho diễn xuất cá nhân trong chương trình tạp diễn hoặc ca nhạc (1977)
- Giải Emmy cho nữ diễn viên khách xuất sắc nhất - Drama Series (1978)
- Giải của tạp chí "The Golden Apple"
- Giải người huyền thoại còn sống của Thư viện Quốc hội Mỹ, tháng 4 năm 2000
- Giải Sarah Siddons cho vai diễn Olive Madison trong phiên bản nữ của The Odd Couple
- "Giải công nhận đặc biệt" của International Latin Music Hall of Fame (2001)
- "Huân chương Tự do Tổng thống" của tổng thống George W. Bush, tháng 6 năm 2004
- Rita Moreno có một ngôi sao trên Đại lộ danh vọng Hollywood tại số 7083 Hollywood Blvd.
- Ngày 5 tháng 12 năm 2007, thống đốc tiểu bang California Arnold Schwarzenegger và phu nhân Maria Shriver đưa Moreno vào California Hall of Fame, nằm trong Bảo tàng Lịch sử, Phụ nữ và Nghệ thuật California.[7]

## Phim mục

### Phim
| Năm  | Phim                                   | Vai diễn           | Ghi chú                                                         |
| ---- | -------------------------------------- | ------------------ | --------------------------------------------------------------- |
| 1950 | So Young So Bad                        | Dolores Guererro   | Vai Rosita Moreno                                               |
| 1950 | The Toast of New Orleans               | Tina               |                                                                 |
| 1950 | Pagan Love Song                        | Terru              |                                                                 |
| 1952 | The Ring                               | Lucy Gomez         |                                                                 |
| 1952 | Singin' in the Rain                    | Zelda Zanders      |                                                                 |
| 1952 | The Fabulous Señorita                  | Manuela Rodríguez  |                                                                 |
| 1952 | Cattle Town                            | Queli              |                                                                 |
| 1953 | Fort Vengeance                         | Bridget Fitzgibbon |                                                                 |
| 1953 | Ma and Pa Kettle on Vacation           | Soubrette          | Không ghi tên                                                   |
| 1953 | Latin Lovers                           | Christina          |                                                                 |
| 1953 | El Alaméin                             | Jara               |                                                                 |
| 1954 | Jivaro                                 | Maroa              |                                                                 |
| 1954 | The Yellow Tomahawk                    | Honey Bear         |                                                                 |
| 1954 | Garden of Evil                         | Cantina Singer     |                                                                 |
| 1955 | Untamed                                | Julia              |                                                                 |
| 1955 | Seven Cities of Gold                   | Ula                |                                                                 |
| 1956 | The Lieutenant Wore Skirts             | Sandra Roberts     |                                                                 |
| 1956 | The King and I                         | Tuptim             |                                                                 |
| 1956 | The Vagabond King                      | Huguette           |                                                                 |
| 1957 | The Deerslayer                         | Hetty Hutter       |                                                                 |
| 1960 | This Rebel Breed                       | Lola Montalvo      |                                                                 |
| 1961 | West Side Story                        | Anita              | Giải Oscar cho nữ diễn viên phụ xuất sắc nhất Giải Quả cầu vàng |
| 1961 | Summer and Smoke                       | Rosa Zacharias     |                                                                 |
| 1963 | Cry of Battle                          | Sisa               |                                                                 |
| 1968 | The Night of the Following Day         | Vi                 |                                                                 |
| 1969 | Popi                                   | Lupe               |                                                                 |
| 1969 | Marlowe                                | Dolores Gonzáles   |                                                                 |
| 1971 | Carnal Knowledge                       | Louise             |                                                                 |
| 1976 | The Ritz                               | Googie Gomez       | Đề cử - Giải BAFTA Đề cử - Giải Quả cầu vàng                    |
| 1977 | Voodoo Passion                         |                    |                                                                 |
| 1978 | The Boss' Son                          | Esther Rose        |                                                                 |
| 1980 | Happy Birthday, Gemini                 | Lucille Pompi      |                                                                 |
| 1981 | The Four Seasons                       | Claudia Zimmer     |                                                                 |
| 1991 | Age Isn't Everything                   | Rita               |                                                                 |
| 1993 | Italian Movie                          | Isabella           |                                                                 |
| 1994 | I Like It Like That                    | Rosaria Linares    |                                                                 |
| 1995 | Carmen Miranda: Bananas Is My Business | Bản thân           | Phim tài liệu                                                   |
| 1995 | Angus                                  | Madame Rulenska    |                                                                 |
| 1998 | Slums of Beverly Hills                 | Belle Abromowitz   | Đề cử - giải ALMA                                               |
| 1999 | Carlo's Wake                           | Angela Torello     |                                                                 |
| 1999 | The Puerto Ricans: Our American Story  | Bản thân           | Phim tài liệu                                                   |
| 2000 | Blue Moon                              | Maggie             |                                                                 |
| 2001 | Piñero                                 | Miguel's Mother    |                                                                 |
| 2003 | Casa de los Babys                      | Señora Muñoz       |                                                                 |
| 2003 | Beyond Borders: John Sayles in Mexico  | Bản thân           | Phim tài liệu                                                   |
| 2004 | King of the Corner                     | Inez               |                                                                 |
| 2006 | Play It By Ear                         | Ruth               |                                                                 |

### Truyền hình
| Năm         | Tên                                | Vai                                                                  | Ghi chú |
| ----------- | ---------------------------------- | -------------------------------------------------------------------- | --- |
| 1958        | Father Knows Best                  | Chanthini, một sinh viên trao đổi từ Ấn Độ                           | Tập: Fair Exchange (24.11.1958)                                                                                |
| 1971 – 1977 | The Electric Company               | Carmela Otto The Director Pandora the Little Girl, Millie the Helper | 780 tập |
| 1974        | Dominic's Dream                    | Anita Bente                                                          | |
| 1974        | Out to Lunch                       | Various                                                              | Đề cử - giải Emmy                                                                                              |
| 1976        | The Muppet Show                    | Bản thân                                                             | Tập #1.5 - giải Emmy                                                                                           |
| 1978        | The Rockford Files                 | Rita Capkovic                                                        | 3 tập giải Emmy – cho tập "The Paper Palace" Đề cử - giải Emmy – cho tập "Rosendahl and Gilda Stern are Dead". |
| 1979        | Anatomy of a Seduction             | Nina                                                                 | |
| 1979        | The Muppets Go Hollywood           | Bản thân/Chủ nhà                                                     | Special |
| 1981        | Evita Perón                        | Renata Riguel                                                        | |
| 1982 – 1983 | 9 to 5                             | Violet Newstead                                                      | Đề cử - giải Emmy; Đề cử - giải Quả cầu vàng                                                                   |
| 1982        | Working                            | Waitress                                                             | |
| 1982        | Portrait of a Showgirl             | Rosella DeLeon                                                       | Đề cử - giải Emmy                                                                                              |
| 1989 – 1990 | B.L. Stryker                       | Kimberly Baskin                                                      | 2 tập |
| 1994        | The Nanny                          | Miss Wickervich/Mrs. Stone                                           | Tập - The Gym Teacher                                                                                          |
| 1994 – 1998 | Where on Earth Is Carmen Sandiego? | Carmen Sandiego                                                      | Lồng tiếng |
| 1994 – 1995 | The Cosby Mysteries                | Angie Corea                                                          | 2 tập |
| 1995        | The Wharf Rat                      | Mom                                                                  | |
| 1997 – 2003 | Oz                                 | Sister Peter Marie Reimondo                                          | 44 tập ALMA Award - 1998, 1999, 2002 Đề cử - giải ALMA - 2000, 2001                                            |
| 1998        | The Spree                          | Irma Kelly                                                           | |
| 1999        | Resurrection                       | Mimi                                                                 | |
| 2004        | Copshop                            | Mary Alice                                                           | |
| 2005        | Law & Order: Special Victims Unit  | Mildred Quintana                                                     | Tập - "Night"                                                                                                  |
| 2005        | Law & Order: Trial by Jury         | Mildred Quintana                                                     | Tập - "Day" |
| 2006 – 2007 | Law & Order: Criminal Intent       | Frances Goren                                                        | 3 tập: "Endgame" "The War at Home" "Brother's Keeper"                                                          |
| 2007        | The George Lopez Show              | Luisa Diaz                                                           | Tập - "George Testi-Lies for Benny"                                                                            |
| 2007        | Ugly Betty                         | Aunt Mirta                                                           | Tập - "A Tree Grows in Guadalajara"                                                                            |
| 2007        | Cane                               | Amalia Duque                                                         | 13 tập |
| 2021        | Maya và ba chiến binh huyền thoại  | Ah Puch                                                              | Lồng tiếng |